# Dexamenos (Sohn des Herakles)
Dexamenos (altgriechisch Δεξαμενός Dexamenós, deutsch ‚der Gastliche‘) ist eine Person der griechischen Mythologie.
Laut Dionysios von Halikarnassos war er ein Sohn des Herakles und seinerseits Vater des Ambrax, des Königs der epeirotischen Stadt Ambrakia zur Zeit, als Aeneas dort ankam und ein Heiligtum der Aphrodite gründete.